# آلبرت مالام
آلبرت مالام (انگلیسی: Albert Malam; ۲۰ ژانویهٔ ۱۹۱۳ – فوریه ۱۹۹۲) بازیکن فوتبال اهل بریتانیا بود.
از باشگاه‌هایی که در آن بازی کرده‌است می‌توان به باشگاه فوتبال دونکستر راورز، باشگاه فوتبال چسترفیلد، باشگاه فوتبال منچستر سیتی، باشگاه فوتبال هادرزفیلد تاون، و باشگاه فوتبال ورکسام اشاره کرد.